# Санкт-Йоганн-ін-Тіроль
Санкт-Йоганн-ін-Тіроль (нім. St. Johann in Tirol) — ярмаркове містечко й громада округу Кіцбюель у землі Тіроль, Австрія.
Санкт-Йоганн-ін-Тіроль лежить на висоті  659 над рівнем моря і займає площу  59,15 км². Громада налічує 8734 мешканців. 
Густота населення 148/км².  
Санкт-Йоганн найбільше містечко в окрузі Кіцбюель і його промисловий центр. Містечко лежить у широкій долині на південь від гірського масиву Вільдер Кайзер.  
|                                                 |
| Санкт-Йоганн-ін-Тіроль на мапі округу та землі. |

 Адреса управління громади: Bahnhofstraße 5, 6380 St. Johann in Tirol. 

## Демографія
Історична динаміка населення міста за даними сайту Statistik Austria

## Відомі особи
- Андреас Відгельцль - стрибун з трапліна.
- Ромед Бауманн - гірськолижник.

## Галерея

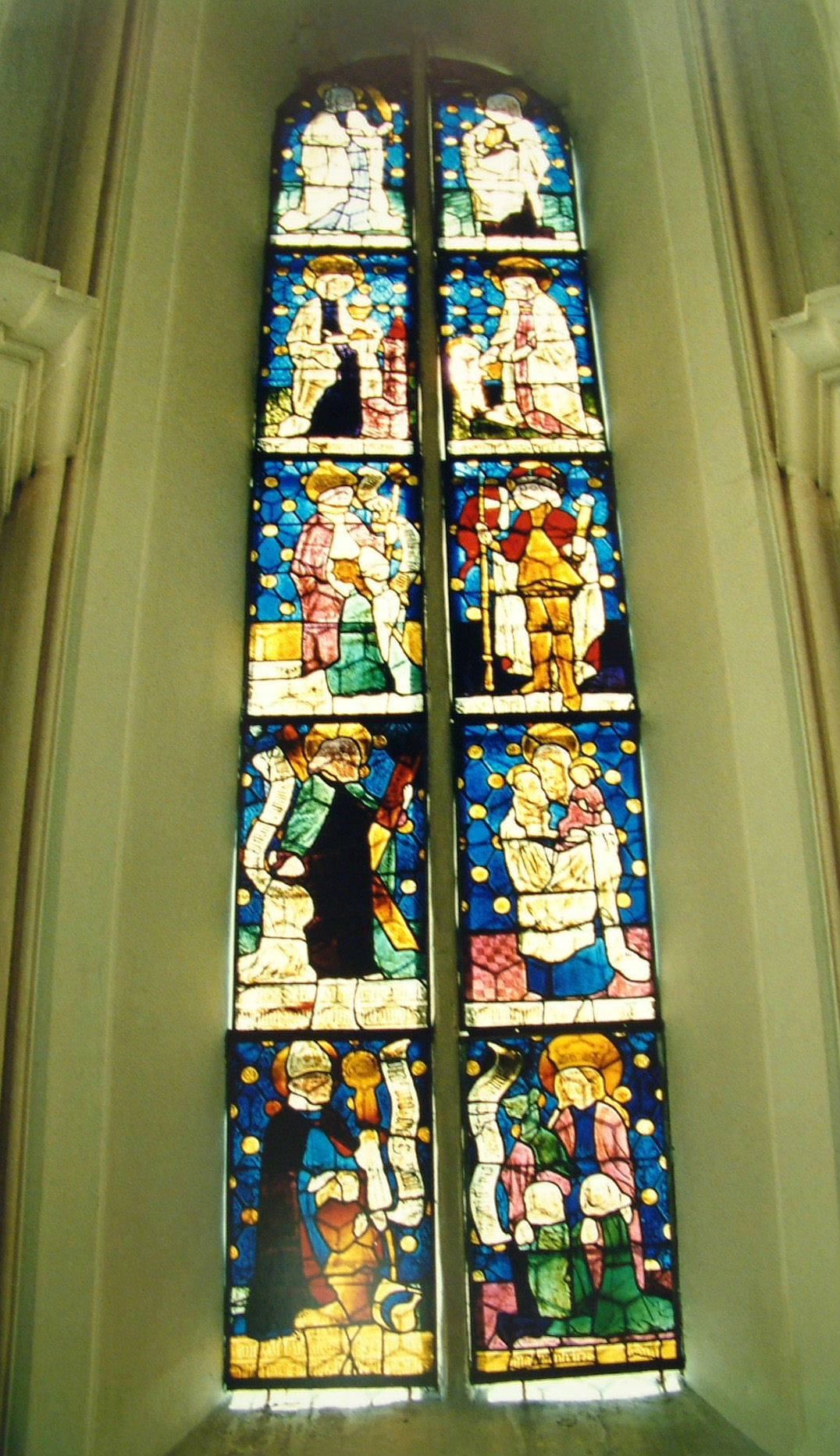
Weitaufenster
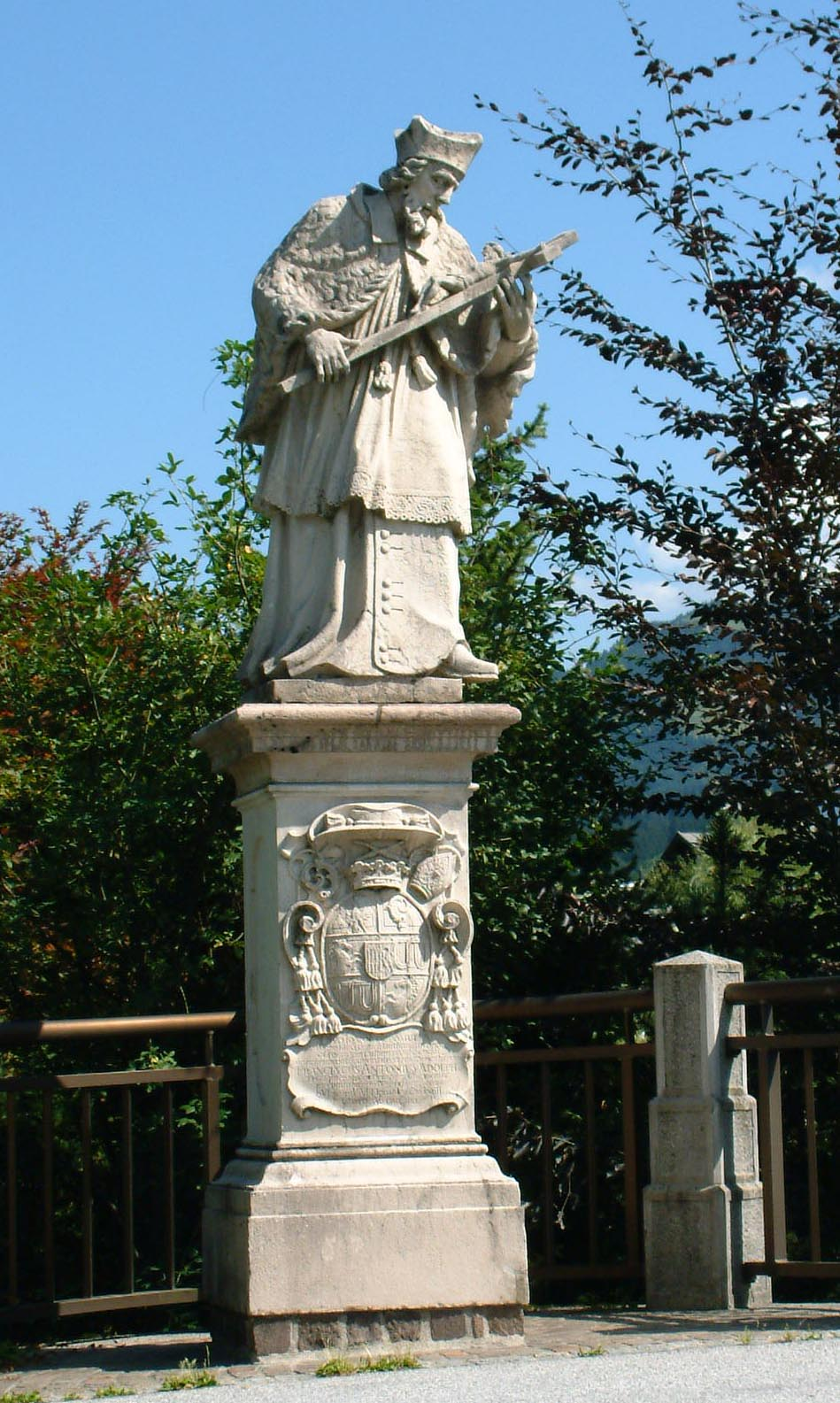
Nepomukstatue